# SMS G 95
G 95 – niemiecki niszczyciel z okresu I wojny światowej. Jedenasta jednostka typu G 85. Po wojnie przekazany Wielkiej Brytanii w ramach reparacji wojennych. Złomowany w latach 1921–1922.